# Trollius buddae
Trollius buddae là một loài thực vật có hoa trong họ Mao lương. Loài này được Schipcz. miêu tả khoa học đầu tiên năm 1923.